# مايكامين
مايكامين هو مضاد فطري جديد واسع الطيف طور من قبل شركة استلس اليابانية وهو ينتمي إلى مجموعة المشوكة.
له فعالية كبيرة ضد الكانديدا ومجموعة الاسبراجيلس حيث انهما يعتبران المسببان الرئيسيان في الالتهاب الفطري .

## دواعي الاستعمال
يستخدم في علاج الالتهابات التي تسببها الكانديدا والاسبراجيلس :
1. التهاب الدم الفطري
2. التهاب الجهاز التنفسي الفطري
3. التهاب القناة المعوية الفطري

### الجرعة وطريقة الاستعمال
داء الايبراجيلس :البالغين تتراح الجرعة من 50-150 ملغم وريدآ ,مرة واحدة يوميآ
داء كانديدا :للبالغين 50 ملغم وريدآ مرة واحدة يوميآ

#### أعراض جانبية
- تقيئ ,غثيان اسهال، فقدان شهية، حرارة ، الوهن، قشعريرة ، صداع
- نقص في الكالسيوم والمغنيسوم والبوتاسيوم
- خفقان وزيادة ضغط الدم